# يوستين سالاس
يوستين ديلفان سالاس غوميز (بالإنجليزية: Youstin Delfín Salas Gómez) هو لاعب كرة قدم محترف من مواليد 17 يونيو 1996 من كوستاريكا، يأخذ مركزه كلاعب خط وسط دفاعي في دوري كوستاريكا لكرة القدم لنادي ديبورتيفو سابريسا كما يلعب مع منتخب كوستاريكا.
تم استدعاء سالاس لتشكيلة كوستاريكا النهائية المكونة من 26 لاعباً للمشاركة في بطولة كأس العالم 2022 المقامة في قطر.

## روابط خارجية
- يوستين سالاس على فرق كرة القدم الوطنية.كوم
- يوستين سالاس  على سكروي